# Cmentarz katolicki przy ul. Sapieżyńskiej w Stanisławowie

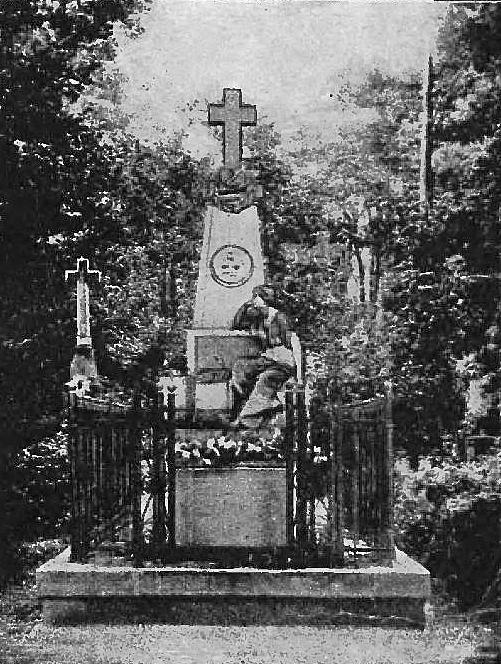
Nieistniejący już pomnik nagrobny Agatona Gillera

Cmentarz katolicki przy ul. Sapieżyńskiej w Stanisławowie, także Cmentarz Sapieżyński – dawny katolicki cmentarz w Stanisławowie (obecnie Iwano-Frankiwsk), istniejący w latach 1782–1980.

## Historia

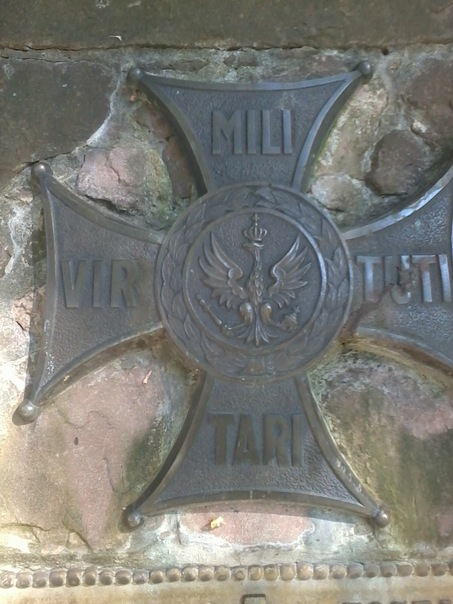
Krzyż Virtuti Militari na pomniku poświęconym tym którzy zginęli w dwóch wojnach światowych. Skwer memorialny w Iwano-Frankowsku (d. Cmentarz Sapieżyński).

Cmentarz przy późniejszej ul. Sapieżyńskiej powstał decyzją zaborczych władz austriackich w 1782 roku, cztery lata przed założeniem lwowskiego Cmentarza Łyczakowskiego, do którego był porównywany za sprawą licznych unikatowych nagrobków autorstwa rzeźbiarzy lwowskich i wiedeńskich. Cmentarz zlokalizowano na terenie zalesionym. Był to najstarszy cmentarz polski na Kresach Wschodnich. 
W okresie Ukraińskiej SRR w 1980 roku władze radzieckie postanowiły zlikwidować cmentarz. Wycięto wówczas topole, zburzono cmentarny kościół z 1883 roku i buldożerami zrównano z ziemią setki nagrobków, w tym mogiły polskich powstańców listopadowych, styczniowych, napoleończyków i legionistów. Początkowo władze zgodziły się na zachowanie 26 grobowców, ale ostatecznie likwidację cmentarza przetrwało zaledwie kilka. W miejscu cmentarza zrealizowano niewielki park.
Do dziś zachowały się pomniki nagrobne m.in. poety Maurycego Gosławskiego (piramida z krzyżem), Mroczkowskich (gotycka wieża) w tym naczelnego lekarza szpitala miejskiego Zygmunta Mroczkowskiego, rodziny Korwin Piotrowskich, M. Moczulskiego, J. Dzwonkowskiej, E. Zeligowskiego i O. Lewickiego. Na Cmentarzu Sapieżyńskim spoczywał także Agaton Giller, którego prochy po wyburzeniu nekropolii zostały sprowadzone na Cmentarz Powązkowski w Warszawie.
Po 2000 roku z inicjatywy polskiej organizacji państwowej Rady Ochrony Pamięci Walk i Męczeństwa wybudowano symboliczną mogiłę powstańców narodowych, oraz krzyże dla uczestników I i II wojny światowej. 